# Arsenios der Kappadokier

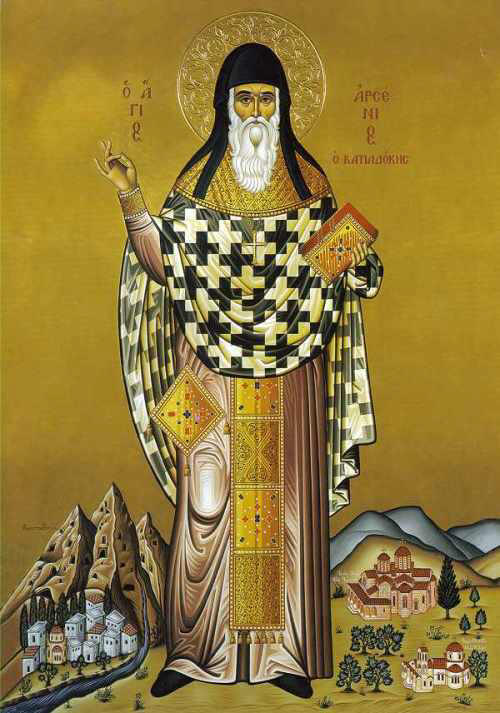
Ikone des Arsenios von Kappadokien

Der Heilige Arsenios der Kappadokier (griechisch Ὅσιος Ἀρσένιος ὁ Καππαδόκης; * um 1840 in Pharasa (heutiges Yahyali), Kappadokien; † 10. November 1924 auf Korfu, Ionische Inseln) war ein griechisch-orthodoxer Mönch, Priester und Heiliger. Er ist auch als Arsenios von Kappadokien bekannt.
Arsenios ist vor allem wegen der Taufe und als Namensgeber des bürgerlichen Namens von Paisios vom Berg Athos bekannt, der den Namen Arsenios Eznepidis erhielt. Darüber hinaus setzte er sich für die christlich orthodoxen Minderheiten in den Regionen Kleinasiens ein, welche ihm Wunder und Wahrsagen zuschrieben.
Als Mönch lebte er ein asketisches Leben, das das Fasten und Beten beinhaltete. Später wurde er zum Exarchen der Grabeskirche ernannt.
Während des Bevölkerungsaustausches zwischen Griechenland und der Türkei 1924 organisierte er die Evakuierung der Bewohner von Pharasa.

## Frühes Leben und Familie

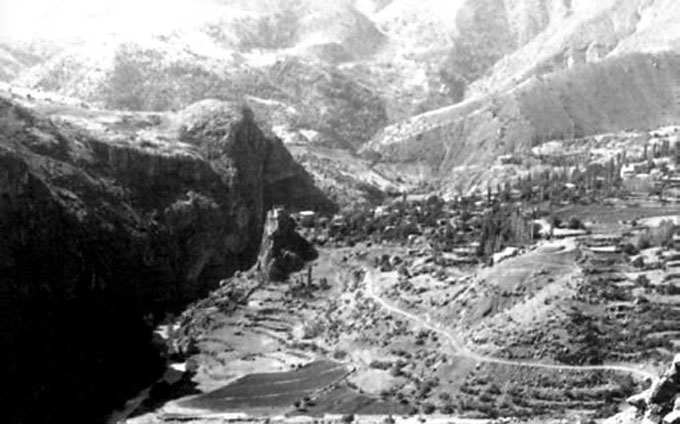
Pharasa, Arsenios Geburtsort

Sein Vater, Eleftherios (Chatzilefteris da er eine Pilgerreise ins Heilige Land gemacht hat) war von Beruf Lehrer. Sein Nachname war entweder Annitsalichos oder Artsidis (Diminutiv). Seine Mutter, Barbara, stammte aus der Familie Frangou oder Frangopoulou und trug den Spitznamen Tsapari. Das Paar hatte zwei Söhne, Vlasios und Theodoros (später bekannt als Arsenios von Kappadokien).
Theodoros wurde um 1840 in Pharasa oder Varasio geboren, im Kefalochori (Hauptdorf) der sechs christlichen Dörfer der Region Pharas in Kappadokien.
Seine Eltern waren streng gläubig und lebten in bescheidenen wirtschaftlichen Verhältnissen. Nachdem beide Eltern früh verstarben, wurden die Kinder von ihrer Tante mütterlicherseits aufgezogen, die in Pharasa, einem Dorf in Kappadokien, lebte.
Es wird berichtet, dass Theodoros in seiner Kindheit vor dem Ertrinken bewahrt worden sei, was auf die Fürsprache des Heiligen Georg zurückgeführt wurde. Dieses Ereignis soll seinen Bruder Vlasios dazu veranlasst haben, nach Konstantinopel zu gehen, um sich in byzantinischer Musik ausbilden zu lassen, damit er Theodoros unterrichten könne.
Theodoros erhielt seine Grundschulausbildung in Niğde, wohin ihn sein Bruder schickte. Dort lebte er zunächst bei seiner Tante väterlicherseits, später bei seinen Lehrern. Seine höhere Schulbildung absolvierte er in Smyrna, ebenfalls auf Wunsch seines Bruders. Während der Ferien unterrichtete er Kinder in Pharasa. Neben einer umfassenden kirchlichen Bildung beherrschte Arsenios mehrere Sprachen, darunter Griechisch, Armenisch, Türkisch und hatte Grundkenntnisse in Französisch.

## Monastisches Leben

### Religiöse Laufbahn und Wirken
Er trat im Alter von rund 26 Jahren in das Kloster des Heiligen Vorläufers in Flaviana (Zincidere) ein, wo er das Mönchsgelübde ablegte und den Namen Arsenios annahm. Nach seiner Weihe zum Diakon durch Metropolit Paisios II. wurde er als Pädagoge nach Pharasa geschickt, um verwaisten Kindern das Schreiben beizubringen. Im Alter von 30 Jahren wurde er in Cäsarea (heutiges Kayseri) zum Priester geweiht sowie zum Archimandriten und zum seelsorgerlichen Vater berufen.
Arsenios wurde nach Pharasa gesandt, um als Lehrer zu arbeiten, wo er in der Kapelle der Jungfrau Maria (auch Kanchi genannt) eine geheime Schule einrichtete. Um die Schule vor den türkischen Behörden zu tarnen, verwendete er Ziegen- und Schafsfelle als Sitzflächen, sodass die Kinder auf den Knien saßen und den Eindruck erweckten, zu beten. Diese Vorgehensweise war erforderlich, da die christlichen Dörfer in der Region unter der türkischen Herrschaft häufig Repressionen ausgesetzt waren. Zu dieser geheimen Schule lassen sich jedoch widersprechende Angaben finden.
Er machte eine Pilgerreise ins Heilige Land, wo er den Titel Chatzefendis bekam. In Würdigung seiner Talente wurde er vom Bischof zum Exarchen von Pharasa und vom Patriarchen von Jerusalem zum Exarchen des Heiligen Grabes berufen.
Arsenios war stark in der seelsorglichen Tätigkeit aktiv. Er veranstaltete Spendensammlungen, um armen Dörfern zu helfen, und unterstützte Christen in hauptsächlich muslimischen Regionen. Er las das Evangelium in drei Sprachen: Griechisch, Armenisch und Türkisch. Arsenios erhielt breite Wertschätzung, obwohl er manchmal Auseinandersetzungen mit Menschen hatte, die er als „unachtsam“ wahrnahm. Menschen suchten ihn oft auf, da sie medizinische Hilfe brauchten und teils nicht einmal von der Existenz von Ärzten wussten. Arsenios rezitierte ihnen Segenssprüche und soll Wunden sowie Krankheiten geheilt haben. Bei schweren Krankheiten wie Erblindung, Taubheit, Lähmung oder Besessenheit las er aus dem Psalter oder dem Heiligen Evangelium vor. Berichten zufolge sollen nach der Vorlesung die Krankheiten der Anwesenden geheilt worden sein.

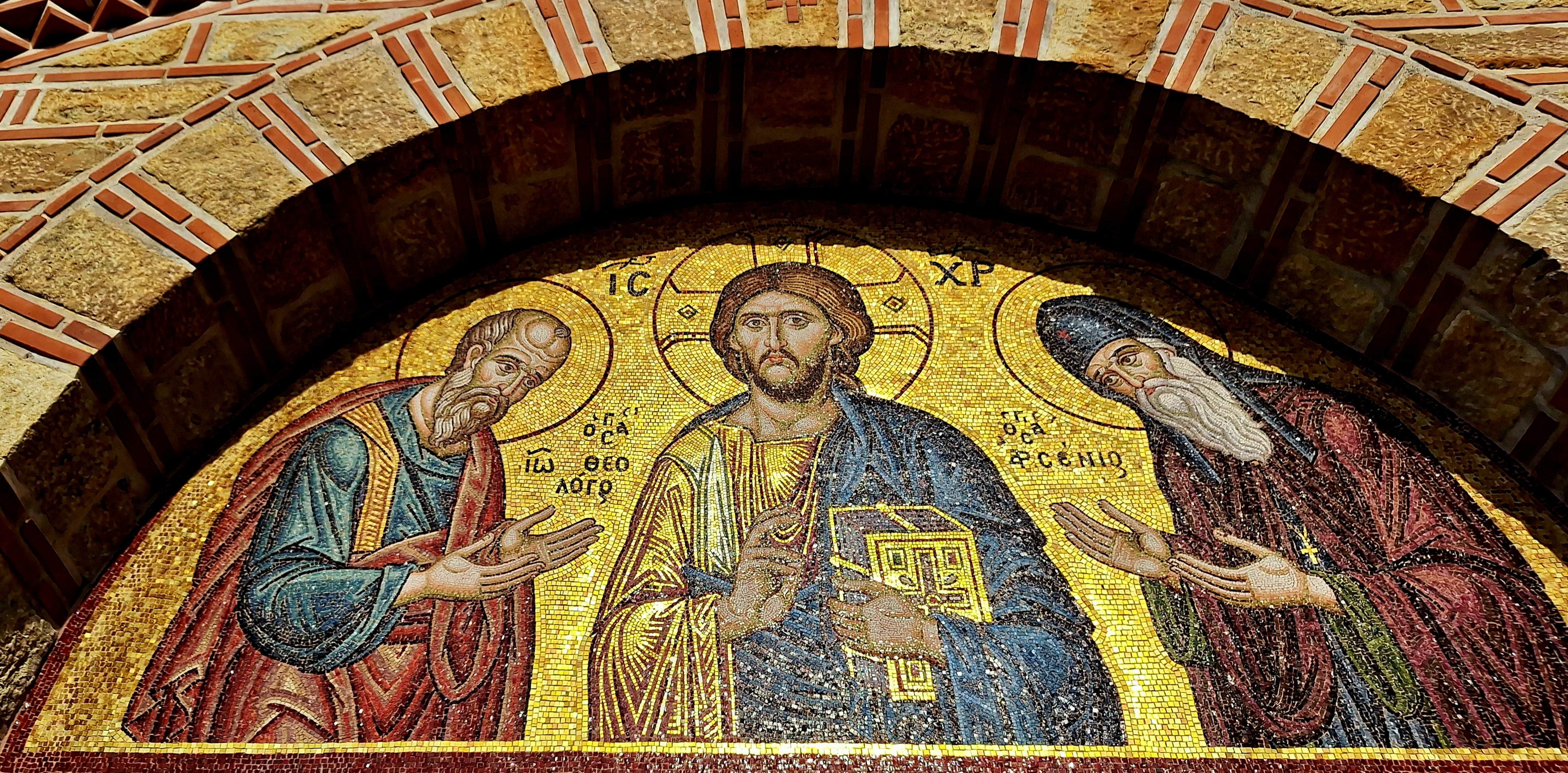
Mosaik am Eingang des Heiligen Klosters des Heiligen Johannes des Theologen in Souroti: Christus als Pantokrator ist umgeben vom Johannes dem Theologen (links) und dem Heiligen Arsenios dem Kappadokier (rechts).

Er half Menschen ohne Rücksicht auf ihre ethnische oder religiöse Zugehörigkeit und weigerte sich, Geld oder Geschenke für seine Dienstleistungen zu akzeptieren. Seine Aussage: „Unser Glaube ist nicht käuflich“ wurde weit verbreitet.
Arsenios wandte sich aktiv gegen die Bestrebungen von „protestantischen“ (hier vermutlich katholischen und muslimischen) Missionaren, die in der Gegend aktiv waren. Er setzte sich für den orthodoxen Glauben in Pharasa ein und unterstützte die Gemeinde in ihrer traditionellen Praxis. In der Kirche legten die Gläubigen Geld ab, und Bedürftige durften sich nehmen, was sie benötigten. Häufig gab er heimlich Spenden an bedürftige Familien aus den Opfern der Kirche, lehnte es jedoch ab, nachlässige Personen zu fördern, um sie nicht in ihrem Zustand zu bestärken. Das führte manchmal zu Diffamierungen durch einige Bewohner des Dorfes. Trotzdem wurde er in der Region allgemein als heilig angesehen.
An Mittwochen und Freitagen verbrachte er stundenlang kniend in seiner Einsiedlerzelle im Gebet.
Der Überlieferung nach verzichtete er aus Liebe zu Tieren darauf, sich auf sie zu setzen, um sie vor Erschöpfung zu bewahren, und ging stattdessen barfuß. Zudem soll er bewusst Anerkennung vermieden haben, indem er sich nach außen hin als schroff und unnahbar gab.
Seit 1870 unternahm Arsenios alle zehn Jahre eine Pilgerreise ins Heilige Land, von denen mindestens fünf bezeugt sind.

### Verbindung zu Paisios vom Berg Athos

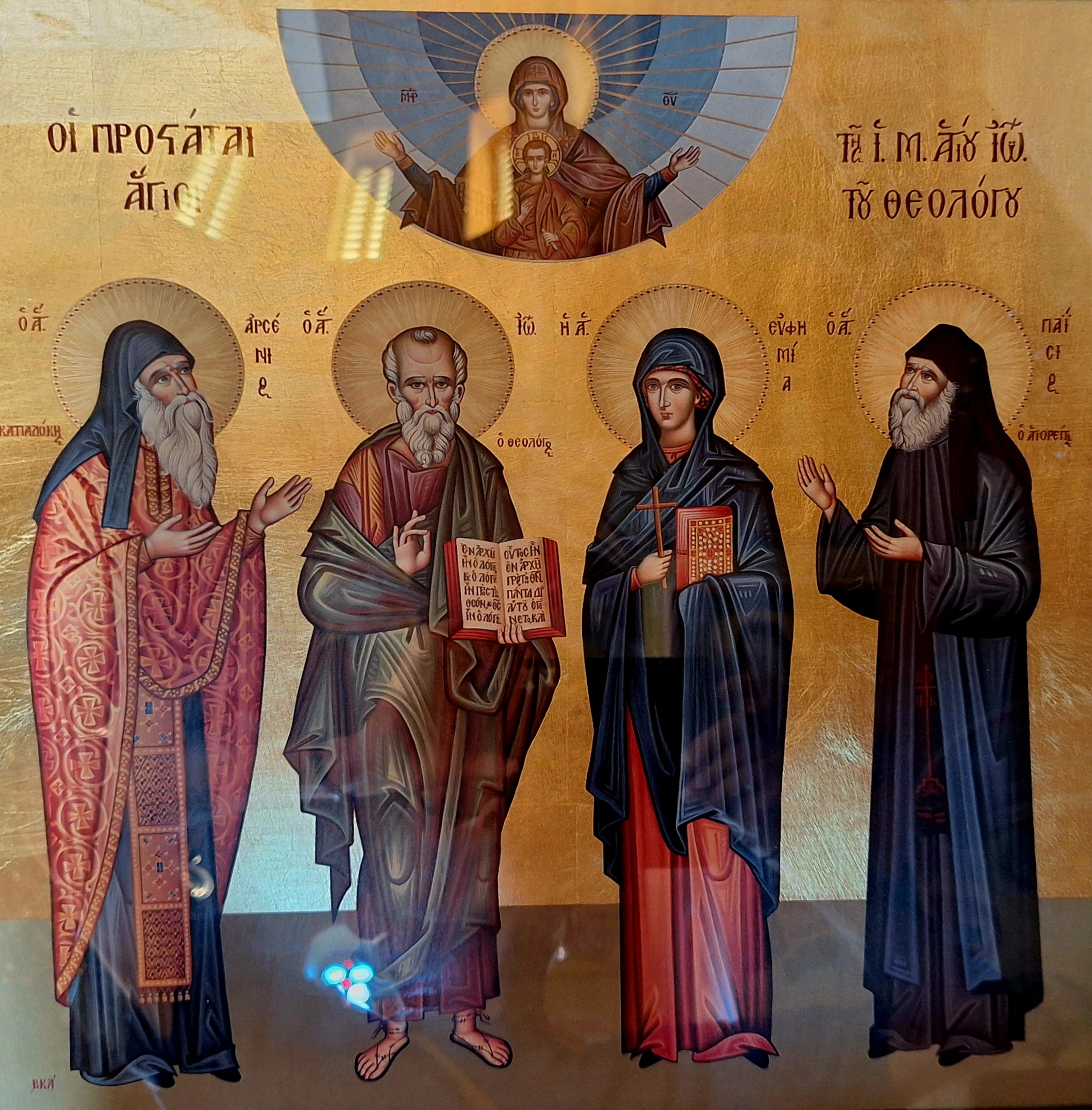
Die Patronen des Heiligen Klosters des Heiligen Johannes des Theologen in Souroti: (von links) der Heilige Arsenios der Kappadokier, der Heilige Johannes der Theologe, die Heilige Euphemia und der Heilige Paisios.

Arsenios war eng mit Paisios vom Berg Athos verbunden, einem der bekanntesten modernen Heiligen der orthodoxen Kirche. Paisios erhielt bei seiner Taufe den Namen Arsenios Eznepidis – ein „Geschenk“ des Arsenios von Kappadokien. Zwischen den beiden bestand eine verwandtschaftliche Beziehung: Der Großvater mütterlicherseits von Paisios war mit der Mutter des Heiligen Arsenios verwandt. Ein „Wunder“ des Arsenios unterstützte die Mutter von Paisios, die zuvor viele Kinder verloren hatte. Auf seine Empfehlung taufte man ihr drittes Kind, Zoe, und die sieben danach geborenen Kinder überlebten.
Die Lehre von Paisios war stark durch die Lehren des Arsenios beeinflusst, weshalb er schon in seiner Kindheit den Wunsch hegte, „Chatzefentis“ – so wurde Arsenios im Dorf genannt – zu ähneln. Der junge Arsenios (der weltliche Name von Paisios) erwartete die Verwirklichung einer Prophezeiung des Heiligen Arsenios von Kappadokien, der vorhergesagt hatte, dass er an seiner Stelle zum Mönch werden würde. Deshalb weigerte sich der junge Arsenios, die Hand seines Vaters zu küssen, als dieser ihm das Glück der Ehe wünschte.

### Flucht und Tod
Ihm wurde die Gabe der Voraussicht zugeschrieben, da er die Flucht nach Griechenland vorhergesehen haben soll.  Im Jahr 1924 begleitete er die Pharasioten bei ihrer Umsiedlung nach Griechenland. Berichten zufolge sammelten türkische Einwohner entlang des Weges ihre Kranken, damit der Heilige Arsenios sie heilen konnte. Am 14. August 1924 verließen sie Pharasa und erreichten Piräus am 14. September. Nach drei Wochen gelangten sie nach Korfu, wo Arsenios nur kurz lebte, in einer Kirche diente und dort beigesetzt wurde. Drei Tage vor seinem Tod soll ihm Maria erschienen sein und sein nahendes Ableben angekündigt haben. Wie er vorausgesagt haben soll, starb er vierzig Tage nach der Abreise aus dem Dorf. Er starb am 10. November 1924 im Alter von 83 Jahren.

## Andenken

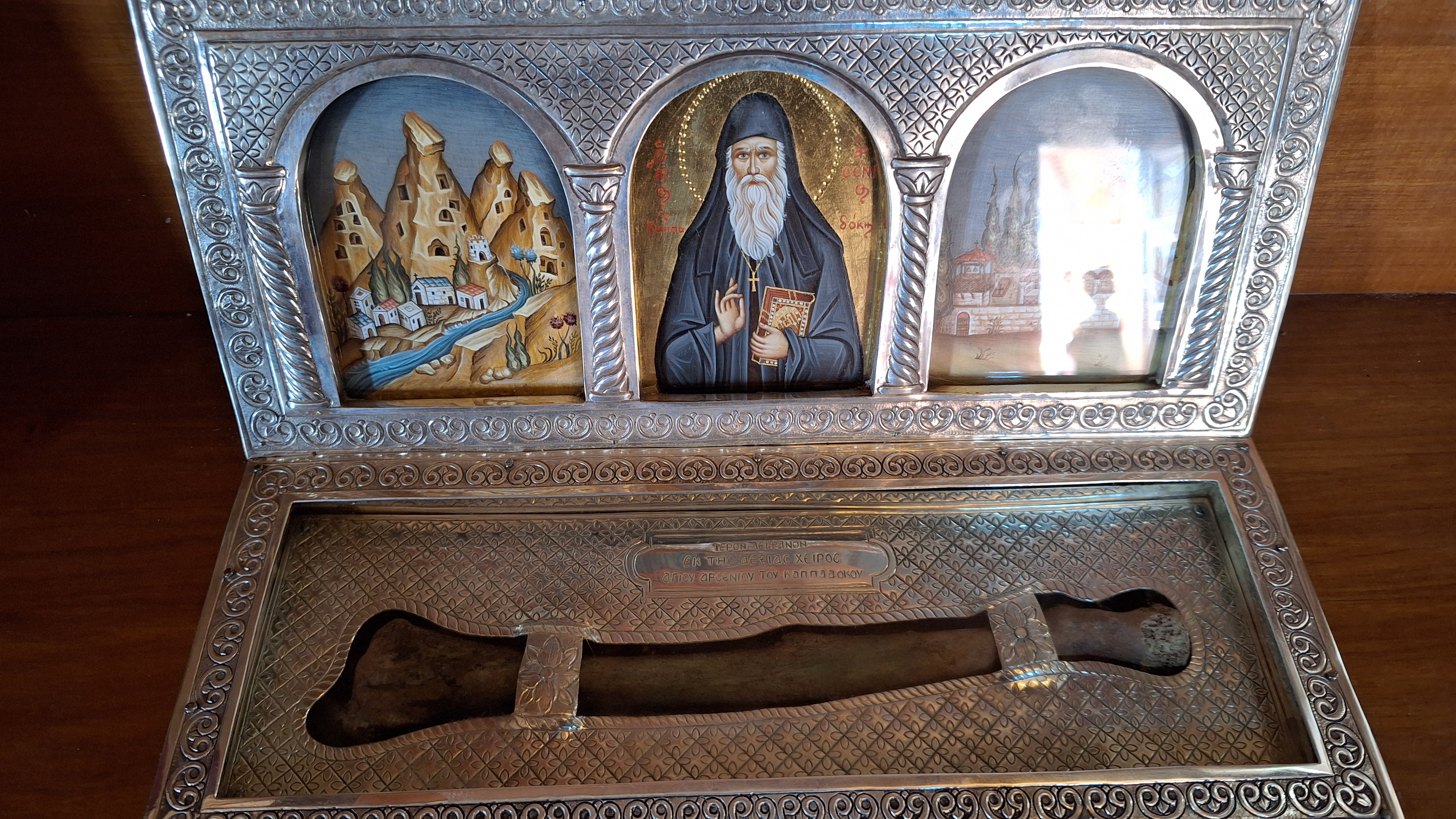
Teil der Reliquien des Heiligen Arsenios von Kappadokien, die sich in der gleichnamigen Kirche im Heiligen Kloster des Heiligen Johannes des Theologen in Souroti-Vasilika von Thessaloniki befinden.

Paisios zeigte großes Interesse am Leben und den Reliquien seines geistlichen Förderers Arsenios. Im Oktober 1958 reiste er nach Korfu, um dessen sterbliche Überreste nach Konitsa umbetten zu lassen. 1970 gelangten sie schließlich nach Souroti bei Thessaloniki, in das Kloster des Heiligen Johannes des Theologen, wo auch Paisios beigesetzt wurde. Über Jahre hinweg sammelte Paisios Berichte über Arsenios, die er 1971 im Kloster Stavronikita auf dem Berg Athos zur Korrektur vorlegte und später veröffentlichte. 1979 erschien eine erweiterte Biografie im Kloster Souroti. Paisios übermittelte die gesammelten Informationen an das Ökumenische Patriarchat, das Arsenios am 11. Februar 1986 offiziell als Heiligen anerkannte und seinen Gedenktag auf den 10. November festlegte.
Er wird für seine Nächstenliebe, Demut und Wunderwirkung verehrt. Ihm zu Ehren wurden mehrere Apolytikia (liturgische Hymnen) verfasst.
Der Metropolit der Griechisch-orthodoxe Metropolis von Austria, Arsenios Kardamakis, ist nach Arsenios von Kappadokien benannt.
In Deutschland können Reliquien des Heiligen in der Prophet-Elias-Kirche in Frankfurt am Main sowie in der Kirche des Heiligen Georg in Wiesbaden verehrt werden.

## Trivia
Arsenios wollte den Berg Athos und seine Klöster besuchen, was ihm zu Lebzeiten nicht mehr gelang. Der Überlieferung nach soll ihm die Jungfrau Maria kurz vor seinem Tod jedoch den Berg gezeigt haben.
Es heißt, er habe keinen Besitz hinterlassen, nur einige wenige zerlesene Bücher, die Paisios übernahm.